# Lišnice
Lišnice (německy Lischnitz) je obec, která se nachází v okrese Most v Ústeckém kraji. Leží zhruba 5,5 kilometrů jižně vzdušnou čarou od centra města Mostu. Obcí prochází silnice II/255 do Postoloprt. Žije zde 214 obyvatel. Z jihu obec obtéká říčka Srpina. Obec je členem Mikroregionu Most – Jih.

## Název
Vesnice s původně jmenovala Lišice, ale název byl časem v německojazyčném prostřední vrchnostenských úřadů změněn na Lišnice. V historických pramenech se jméno vesnice objevuje ve tvarech: v Lišicích (1480, 1487, 1603), na Lissiczych (1593, 1619), Lischitz (1697), Lischnitz (1787, 1846), Lissnice (1846) a Lišnice nebo Lischnic (1854).

## Historie
První písemná zmínka o vesnici pochází z roku 1480, kdy pražský měšťan Ondřej Maistytl odkázal majetek svým dcerám. Dcera Machna, která byla manželkou Václava Švába, obdržela Lišnici a tak se ves dostala do majetku této rodiny. Švábové z Chvatliny ji vlastnili až do počátku 18. století. Pouze v roce 1610 byla ves prodána Kašparovi Šternsdorfovi ze Šternsdorfu, ale roku 1619 ji vykoupil zpět Reinhard Gottfried Šváb z Chvatliny. V roce 1704 Lišnici a dvůr zdědila Alžběta Údrčská z Údrče, rozená Švábová z Chvatliny. Údrčtí nechali vystavět malý zámek, pravděpodobně přestavbou z původního panského domu v hospodářském dvoře. V majetku rodu Údrčtích zůstal statek a ves do roku 1798, kdy je Marie Františka Údrčská z Údrče prodala. Poté se majitelé střídali. V letech 1818–1844 zde byli majiteli Beníškové z Dobroslavi. Od něj se statek dostal do majetku advokátovi Františku Meroltovi, který jej prodal v roce 1868 průmyslníkovi Františku Preidelovi. Po jeho smrti v roce 1889 statek získal jeho švagr Alois Straka. V roce 1907 jej koupila firma Hielle & Dittrich. Po roce 1945 se zemědělský areál se zámkem stal majetkem státního statku. Dnes je v soukromých rukou.
Samotná ves se po roce 1850 stala osadou obce Havraň. V roce 1905 se osamostatnila a nedaleké vsi Nemilkov a Koporeč se staly jejími osadami.
Od roku 1750 v obci žila výrazná židovská komunita, která měla svou modlitebnu v domě čp. 6.

## Obyvatelstvo
Při sčítání lidu v roce 1921 ve vsi žilo 371 obyvatel (z toho 180 mužů), z nichž bylo 62 Čechoslováků, 306 Němců a tři cizinci. Většina se jich hlásila k římskokatolické církvi, ale žilo zde také jedenáct židů, jeden evangelík a 27 lidí bez vyznání. Podle sčítání lidu z roku 1930 měla vesnice 355 obyvatel: 65 Čechoslováků a 290 Němců. Kromě čtyř evangelíků, pěti židů a 23 lidí bez vyznání byli římskými katolíky.
|                                                                     | 1869 | 1880 | 1890 | 1900 | 1910 | 1921 | 1930 | 1950 | 1961 | 1970 | 1980 | 1991 | 2001 | 2011 |
| ------------------------------------------------------------------- | ---- | ---- | ---- | ---- | ---- | ---- | ---- | ---- | ---- | ---- | ---- | ---- | ---- | ---- |
| Obyvatelé                                                           | 359  | 380  | 352  | 363  | 359  | 371  | 355  | 200  | 185  | 120  | 120  | 89   | 90   | 112  |
| Domy                                                                | 41   | 38   | 47   | 41   | 47   | 46   | 53   | 50   | 89   | 33   | 35   | 33   | 40   | 43   |
| Data z roku 1961 zahrnují i domy místních částí Koporeč a Nemilkov. |      |      |      |      |      |      |      |      |      |      |      |      |      |      |

## Obecní symboly
Lišnice získaly právo užívat obecní znak a vlajku na základě rozhodnutí předsedy Poslanecké sněmovny č. 22 ze dne 13. května 2003.

### Znak
V červeno-modře polceném štítě v patě stříbrné cimbuří se třemi stínkami, na krajních stojí stříbrná ovce se zlatým obojkem s rolničkou, černou zbrojí a zlatý pes s červeným jazykem a černým obojkem se zlatým kroužkem, vzpřímené a přivrácené, mezi nimi tři (1,2) zlaté hrušky.

### Vlajka
List tvoří dva vodorovné pruhy, červeno–modře polcený a zubatý bílý, v poměru 5:2. Zubatý pruh má tři obdélníkové zuby a dvě mezery. V horní části listu tři žluté hrušky. V mezerách stojí bílá ovce se žlutou rolničkou a žlutý pes s červeným jazykem a černým obojkem se žlutým kroužkem, vzpřímené a přivrácené. Poměr šířky k délce listu je 2:3.
Zvířata ve znaku jsou převzata z rodového erbu Švábů z Chvatliny, tři stínky na cimbuří symbolizují tři sídla - obec a její dvě osady. Stejně tak tři hrušky, které navíc upomínají na vyšlechtěnou odrůdu hrušně z Koporče.

## Pamětihodnosti
- Lišnický zámek vznikl v 18. století, několikrát přestavován (1820, 1870, 1892)
- Socha sv. Jana Nepomuckého z roku 1760 (v zámeckém areálu)
- Sousoší Kalvárie z roku 1741 (v zámeckém areálu)
- Barokní kaple sv. Jana Nepomuckého z roku 1717
- Špýchar z roku 1691, upravený roku 1732
- Pivovar postaven namísto staršího roku 1875, v roce 1905 zrušen a přeměněn na sýpky
- Asi jeden kilometr severně od vesnice leží ložisko porcelanitů na ploše zhruba 0,7 km², které patří k nejrozsáhlejším na Mostecku. Spolu s ním je zde i neporušená uhelná sloj, která byla dobývána jižním lomem zaniklého dolu Mariana. V současnosti je větší část ložiska zasypána Velebudickou výsypkou.